# Peter Bebb
Peter „Pete“ Bebb (* Loggerheads, Market Drayton, Shropshire, England) ist ein Spezialeffektkünstler, der 2011 für den Film Inception einen Oscar erhielt.

## Leben
Pete Bebb wurde in Loggerheads, Market Drayton in Shropshire geboren. Bebb ging auf die Madeley High School in Madeley und absolvierte eine Kunst- und Designausbildung am Newcastle College. Danach studierte er Computerdesign an der University of Wolverhampton und der Staffordshire University. Nach dem Studium zog Peter Bebb nach London und wurde bei dem auf visuelle Effekte spezialisierten britischen Unternehmen Double Negative angestellt, für das er als Praktikant für den Film Pitch Black – Planet der Finsternis arbeitete. Bereits bei seinem nächsten Film, Familie Klumps und der verrückte Professor, arbeitete er als Spezialeffektkünstler.
In den darauffolgenden Jahren folgten Filme wie Duell – Enemy at the Gates, Tomb Raider – Die Wiege des Lebens, Riddick: Chroniken eines Kriegers und Harry Potter und der Feuerkelch. 2010 war er für die Leitung der Visuellen Effekte bei dem US-amerikanischen Science-Fiction-Heist-Film Inception zuständig, für den er zusammen mit Paul Franklin, Chris Corbould und Andrew Lockley den Oscar für die besten visuellen Effekte erhielt.

## Filmografie (Auswahl)
- 2000: Pitch Black – Planet der Finsternis (Pitch Black)
- 2000: Familie Klumps und der verrückte Professor (Nutty Professor II: The Klumps)
- 2001: Corellis Mandoline (Captain Corelli’s Mandolin)
- 2001: Der Schneider von Panama (The Tailor of Panama)
- 2001: Duell – Enemy at the Gates (Enemy at the Gates)
- 2002: Stirb an einem anderen Tag (Die Another Day)
- 2002: Below
- 2002: Prendimi l’anima
- 2003: Tomb Raider – Die Wiege des Lebens (Lara Croft Tomb Raider: The Cradle of Life)
- 2004: Riddick: Chroniken eines Kriegers (The Chronicles of Riddick)
- 2004: Ella – Verflixt & zauberhaft (Ella Enchanted)
- 2005: Harry Potter und der Feuerkelch (Harry Potter and the Goblet of Fire)
- 2005: Doom – Der Film (Doom)
- 2005: Batman Begins
- 2006: World Trade Center
- 2007: Das Bourne Ultimatum (The Bourne Ultimatum)
- 2007: Hot Fuzz – Zwei abgewichste Profis (Hot Fuzz)
- 2008: Tintenherz
- 2008: The Dark Knight
- 2010: Inception
- 2010: Prince of Persia: Der Sand der Zeit (Prince of Persia: The Sands of Time)
- 2011: Captain America: The First Avenger
- 2012: The Dark Knight Rises